# Vincent Telly
Joseph Vincentelli connu sous le pseudonyme de Vincent Telly, né à Marseille le 21 mai 1881 et mort le 27 avril 1957 à Clichy, est un parolier et scénariste français.

## Biographie

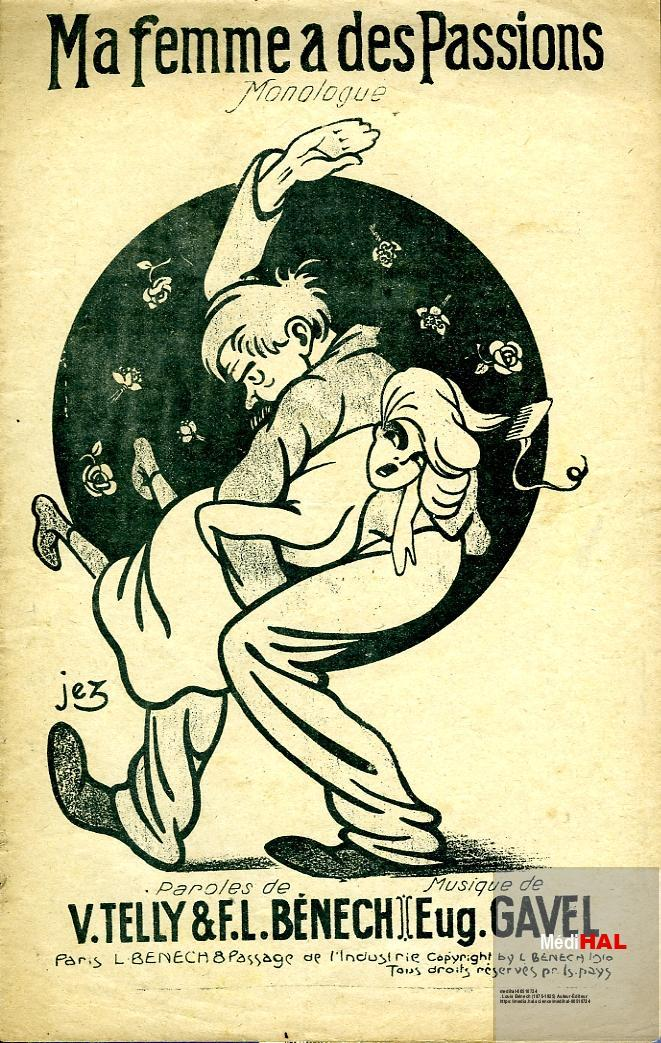
Ma femme a des passions (1910).

Il adhère à la Sacem comme auteur stagiaire le 14 juin 1905 et devient sociétaire définitif le 12 décembre 1913. Il est l'auteur de plus de 400 chansons du début et du milieu du XXe siècle sur des musiques, entre autres, de Vincent Scotto, Gaston Ouvrard ou Laurent Halet.
Il est le frère de Dréan.

## Récompenses et distinctions
- Prix Célestin Joubert, 1942[1]
- Prix Laurent Halet, 1948[1]
- Prix Salabert, 1949[1]
- Prix Bourget, 1952[1]
- Prix Lucien Boyer, 1953[1]
- Grand Prix de la Chanson, 1956[1]